# Преображенская площадь (Санкт-Петербург)
Преображе́нская площадь — площадь Санкт-Петербурга. Расположена на пересечении улицы Рылеева, Короленко, Пестеля, переулка Радищева и Манежного переулка.

## Наименование
Первоначальное название с 1836 года площадь Преображенского собора, дано по Спасо-Преображенскому собору (дом 1). Одновременно существовали названия с 1840-х годов — Преображенская Соборная площадь, с 1844 года — Спасо-Преображенская площадь.
6 октября 1923 года переименована в площадь Писателя Радищева, назван в честь А. Н. Радищева. С 1929 года — площадь Радищева.
22 сентября 1989 года получила современное название Преображенская площадь.

## Достопримечательности

### Спасо-Преображенский собор(Преображенская площадь, дом 1)
Спасо-Преображенский всей гвардии собор. Первоначальный собор в стиле барокко построен в 1745-1754 годах по проекту архитектора П.А. Трезини. После пожара 8 августа 1825 года собор восстанавливали в классическом стиле в 1827-1829 годах по проекту архитектора В.П. Стасова. В 1830 году вокруг собора по проекту Стасова устроена ограда из трофейных турецких пушек, а перед воротами поставлены 12 орудий и два единорога. В 1854 на башне собора установлены куранты, привезенные из Англии. Храм никогда не закрывался для богослужения, даже во время ленинградской блокады продолжал действовать, и в нём не прекращались ежедневные службы. 

#### Часовня Спасо-Преображенского собора
Часовня Спасо-Преображенского собора построена в 1886 году по проекту академика архитектуры И.Б. Слупского с витражами С.В. Постемского.

### Школа № 3 Дзержинского района (улица Пестеля, дом 16)
Школа № 3 Дзержинского района или Школа № 189 Центрального района «Шанс». Здание из монолитного бетона в стиле конструктивизм построено в 1936 году по проекту архитектора Н.Ф. Хомутецкого.

### Доходный дом А.А. Лисицына (Преображенская площадь, дом 2)
Доходный дом А.А. Лисицына построен в 1839 году по проекту архитектора А.П. Гемилиана.

### Генеральное консульство Финляндии(Преображенская площадь, дом 4)
Генеральное консульство Финляндии. Здание построено в 2003-2004 по проекту АБ «Григорьев и партнёры» совместно с Eagle Group International (Финляндия). В здании Генерального консульства размещаются канцелярия, помещения консульской и визовой служб, а также многофункциональный зал для проведения различных мероприятий.

### Доходный дом (Манежный переулок, дом 6,переулок Радищева, дом 2)
Доходный дом построен в 1859-1861 годах по проекту архитектора А.Ф. Занфтлебена. Здесь с 1919 по 1938 год жил писатель, публицист, общественный деятель, литературовед Корней Иванович Чуковский. В 1983 году на фасаде дома установили мемориальную доску по этому поводу.

### Дом Часовникова (Гершельман) (переулок Радищева, дом 4, Манежный переулок, дом 1)
Дом Часовникова (Гершельман). Первоначально дом в стиле классицизма построено в 1-й четверти XIX века, в 1838 году построен корпус по Манежному пер по проекту архитектора З.Ф. Краснопевкова, в 1906 году построен корпус по переулку Радищева по проекту архитектора А.П. Соскова. Дом прошёл капитальный ремонт в 1973 году.

### Доходный дом М.С. Татищевой (улица Рылеева, дом 2, Преображенская площадь, дом 6, переулок Радищева, 6)
Доходный дом М.С. Татищевой в стиле эклектики построен в 1852 и 1870 годах по проекту военного инженера К.Е. Егорова (правая часть) и инженера-архитектора П.П. Меркулова (левая часть). В этом доме в квартире 10 с 1941 по 1955 год с матерью жил будущий поэт Иосиф Бродский.

### Дом Лисицына (улица Рылеева, дом 9,Артиллерийская улица, 8)
Дом Лисицына или Дом пионеров и школьников Дзержинcкого района или «Преображенский» дом детского творчества. Дом построен в 1845-1846 годах по проекту архитектора В.П. Стасова для коллежского асессора А.А. Лисицына. В советское время в здании размещался Дом пионеров и школьников Дзержинcкого района, сейчас «Преображенский» дом детского творчества.

### Доходный дом Е.А. Никитиной (улица Рылеева, дом 7, Артиллерийская улица, 8)
Доходный дом Е.А. Никитиной в стиле эклектики построен в 1856-1857 годах по проекту архитектора К-Г. Альштрема для купеческой семьи Никитиных. Сейчас в доме размещаются различные государственные учреждения.

### Доходный дом купцов Никитиных (улица Рылеева, дом 5)
Доходный дом купцов Никитиных или Дом Общества вспоможения бедным прихода Спасо-Преображенского собора. Дом в стиле эклектики перестроен в 1876 году по проекту архитектора Х.Х. Тацки по заказу купца Н. А. Никитина.

### Дом причта Спасо-Преображенского всей гвардии собора (улица Рылеева, дом 3, Артиллерийская улица, дом 4)
Дом причта Спасо-Преображенского всей гвардии собора построен в 1838-1839 годах, перестроен в стиле эклектики в 1899 по проекту архитектора В.А. Пруссакова.

### Дом Булатовых (улица Рылеева, дом 1, улица Короленко, дом 9)
Дом Булатовых или Дом Лисицыных. Доп первоначально построен в 1807-1815 годах, перестроен в стиле классицизма в 1839 году по проекту архитектора А.П. Гемилиана. Главный фасад трёхэтажного дома акцентирован шестиколонным портиком ионического ордера, который завершён треугольным фронтоном. 1970-е годы в доме проводился капремонт.

### Доходный дом А.Д. Мурузи (Литейный проспект, дом 24, улица Пестеля, дом 27, улица Короленко, дом 14)
Доходный дом А.Д. Мурузи. Пятиэтажный дом в стиле эклектики с уклоном в мавританский стиль построен в 1874-1876 годах по проекту архитектора А.К. Серебрякова при участии П.И. Шестова. Фасады дома в мавританском стиле оформлены многочисленными эркерами, балконами и нишами, украшены тонкими терракотовыми колонками, подковообразными арками, арабесками и стилизованными надписями. Объёмная пластика отдельных деталей сочетается с плоскостно решёнными фасадами. В этом доме с 1955 по 1972 год жил поэт Иосиф Бродский. В доме находится «Полторы комнаты музей Иосифа Бродского».

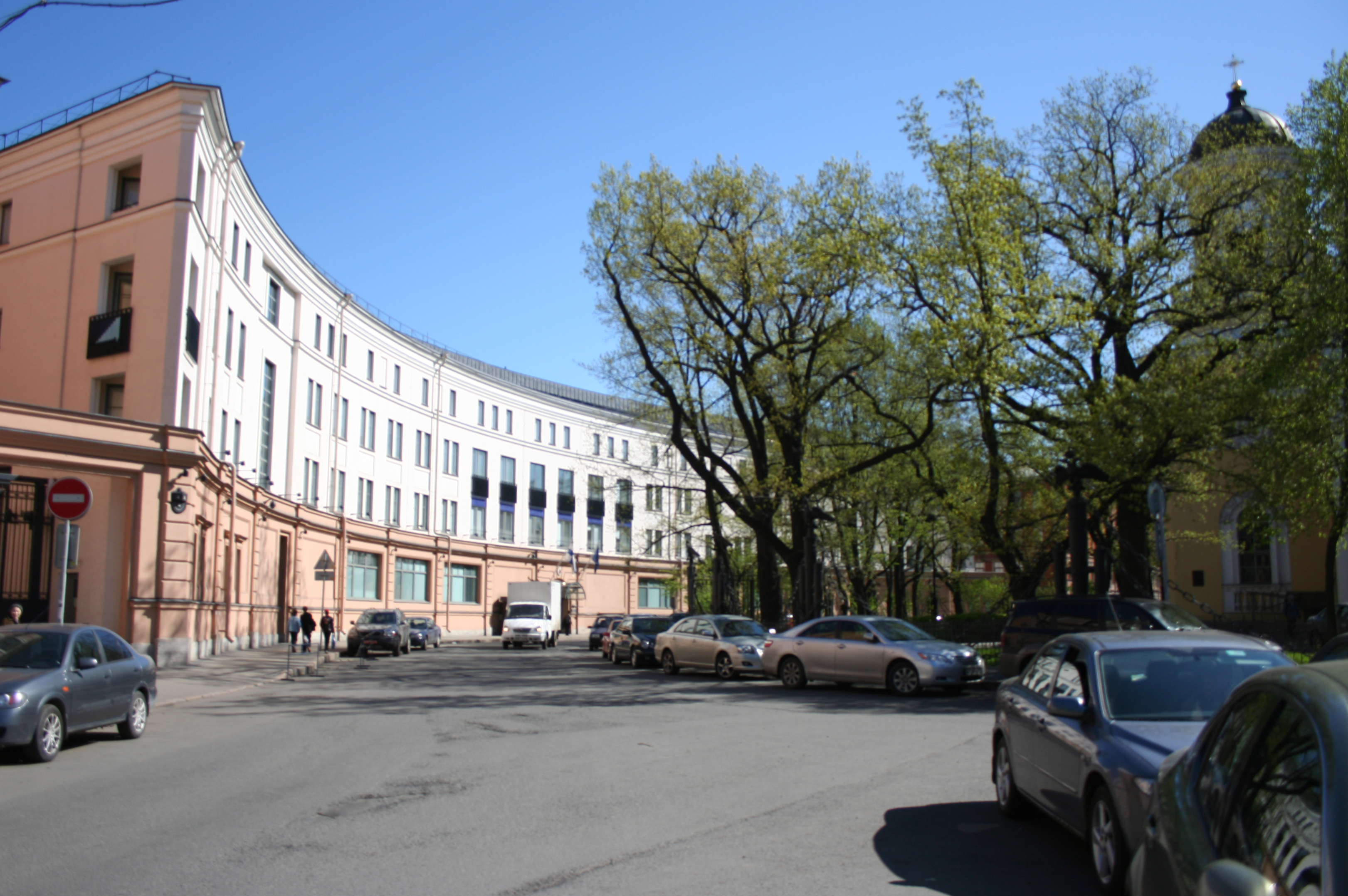
Здание Генерального консульства Финляндии
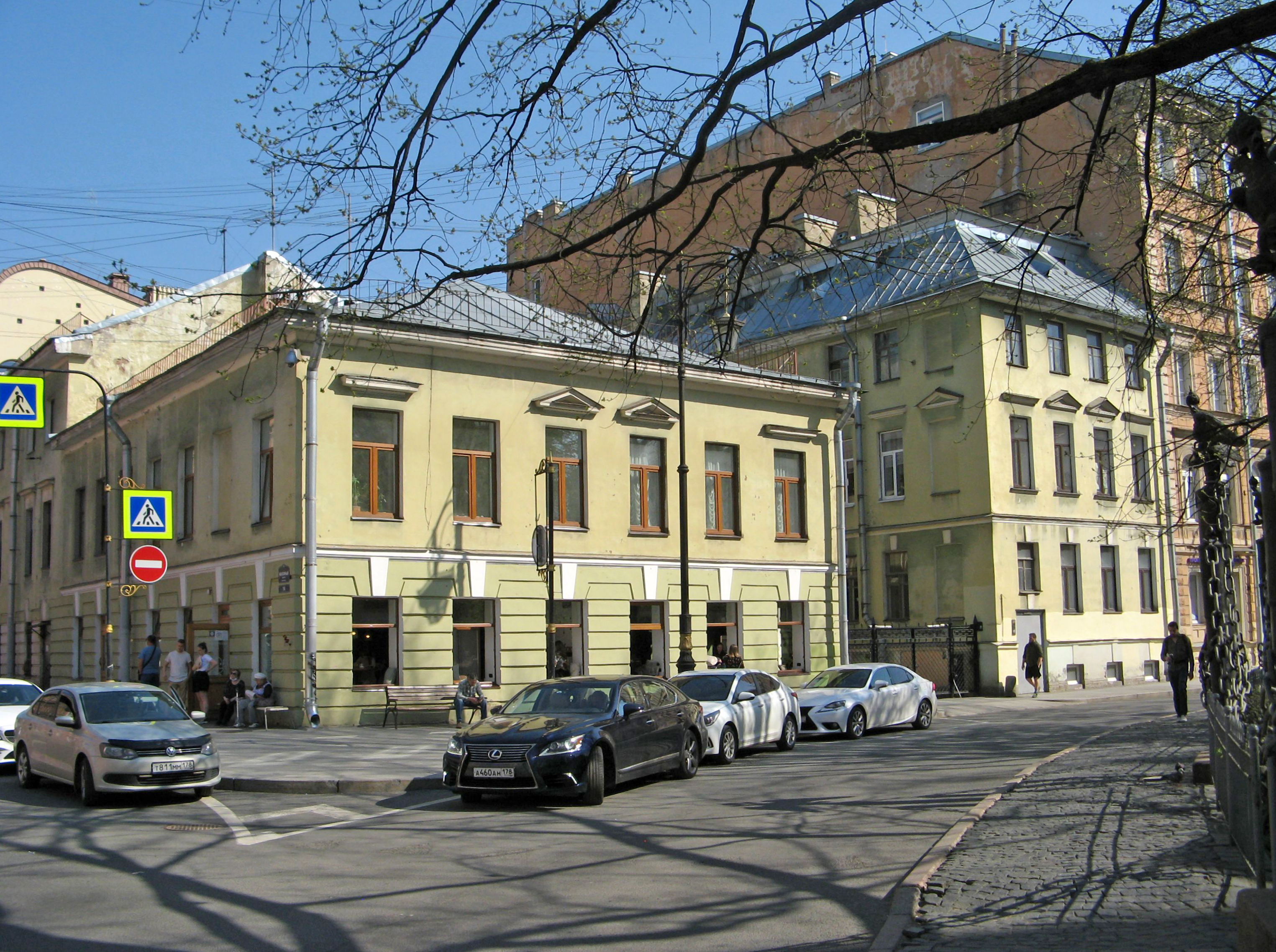
Дом Часовникова (Гершельман)
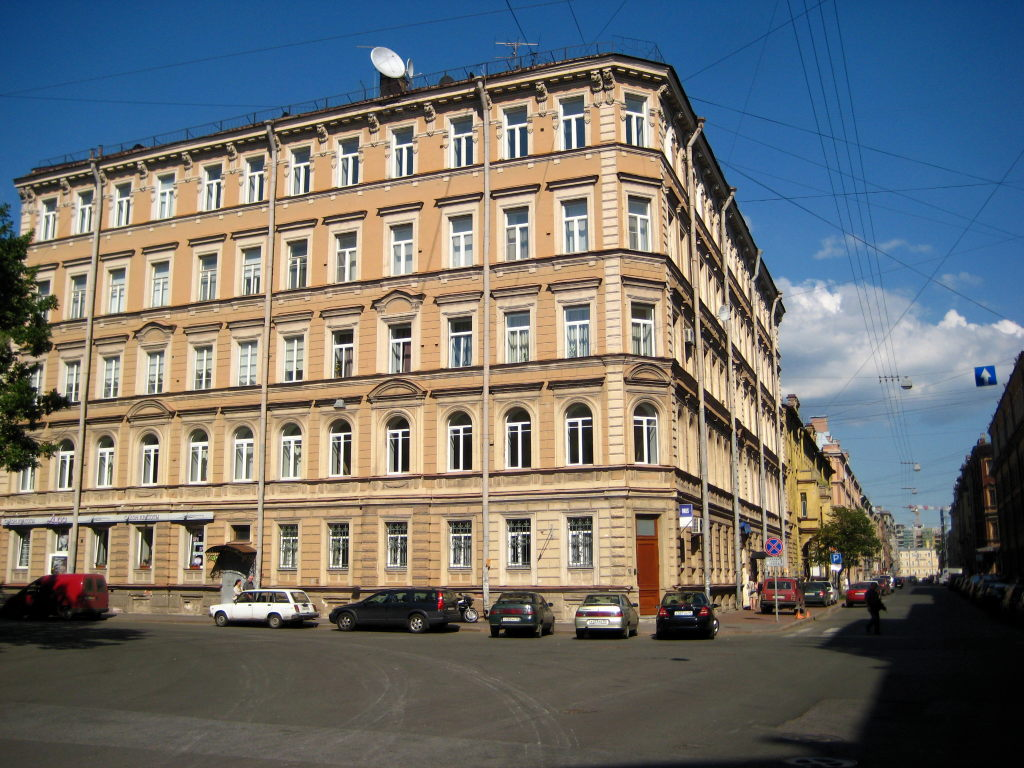
Доходный дом М.С. Татищевой
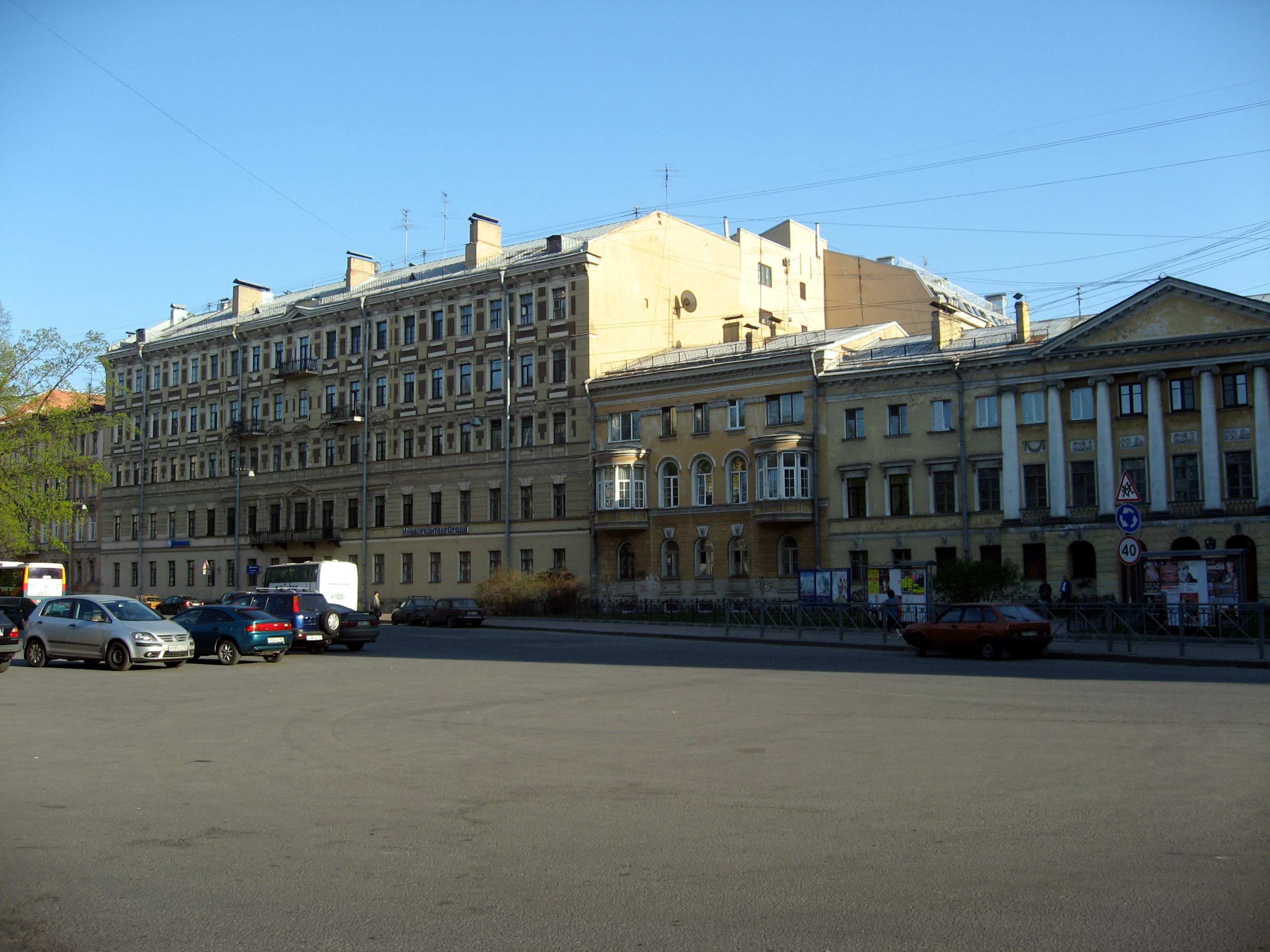
Дома по улице Рылеева
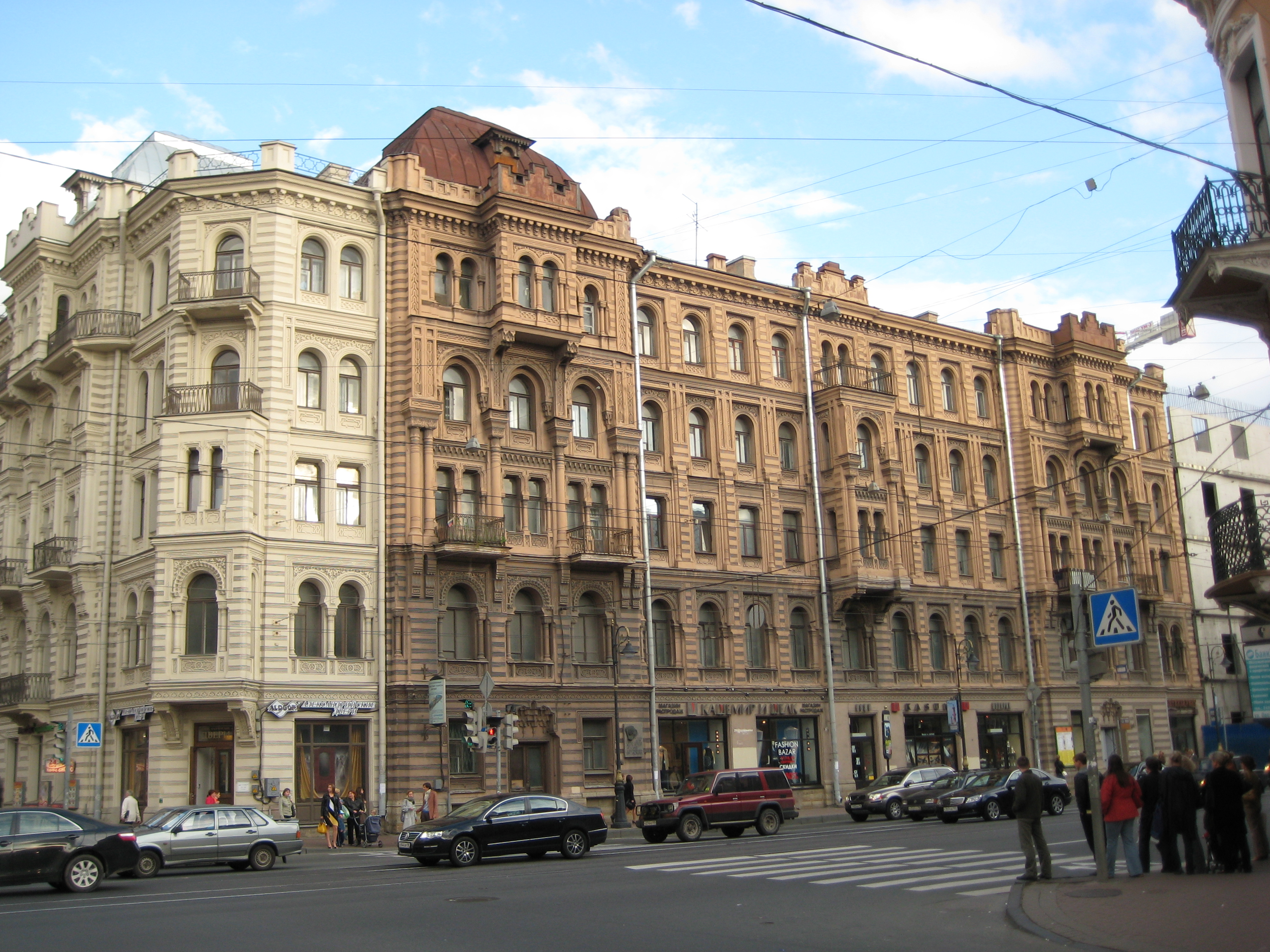
Доходный дом А.Д.Мурузи

## Транспорт
Ближайшие станции метро к Преображенской площади:  Чернышевская (пешком 620 м),  Маяковская (1,5 км),  Площадь Восстания (1,7 км),  Достоевская (1,9 км).
Рядом с площадью находится остановка общественного транспорта «Улица Пестеля»: автобус 290, троллейбус 3, 8, 12, 15.